# Ансоальд (епископ Страсбурга)

Церковь Франкского государства при Меровингах

Ансоальд (Ансвальд или Агольд; лат. Ansoaldus или Answaldus, фр. Agolde; VI—VII века) — епископ Страсбурга в начале VII века.

## Биография
Ансоальд известен из нескольких средневековых исторических источников, в том числе, списков глав Страсбургской епархии, соборных актов, а также анналов и агиографической литературы. Однако в них о Ансоальде сообщаются противоречивые сведения. Вероятно, главная причина этого в том, что бо́льшая часть этих источников была написана уже намного позже смерти Ансоальда, а содержавшаяся в них информация основывалась, в основном, на церковных преданиях и народных легендах.
О происхождении Ансоальда сведений в средневековых источниках не сохранилось. В анналах он упоминается как аббат Мюнстерского монастыря, а в списках глав Страсбургской епархии как епископ. Согласно церковным преданиям, Ансоальд стал настоятелем Мюнстерского монастыря после смерти Валедия. Затем с согласия одного из правителей Франкского государства он взошёл на епископскую кафедру Страсбурга. При этом он отказался от сана аббата, передав управление Мюнстерским монастырём Валагио. Средневековые авторы с похвалой отзывались о Ансоальде, называя его достойным преемником своих предшественников, страсбургских епископов Арбогаста и Флорентия. Однако каких-либо подробностей о деятельности Ансоальда в сане епископа в их трудах нет. Сообщается только, что Ансоальд умер в Страсбурге и был похоронен в местном кафедральном соборе.
Долгое время истинным считалось мнение, что деятельность Ансоальда и его ближайших предшественников на епископской кафедре Страсбурга должна датироваться второй половиной VII века. В подтверждение этого приводились данные «Мюнстерских анналов Святого Григория», согласно которым Ансоальд стал аббатом Мюнстерского монастыря в 665 году, и покинул этот пост в 693 году. О том, что предшественники Ансоальда, епископы Арбогаст и Флорентий, были современниками короля франков Дагоберта II, сообщается в житиях этих святых. Также в составленном в XII веке списке страсбургских епископов Ансоальд был указан двадцатым главой епархии: здесь он назван преемником Флорентия и предшественником Видегерна. В труде историка XVIII века Ф.-А. Грандидье сообщалось, что Ансоальд был настоятелем Мюнстерского аббатства в 665—693 годах и епископом Страсбурга в 693—710 годах. Однако существуют и другие датировки, относящие епископство Ансоальда ко второй половине VII века: например, 660—668 годы или 676—680 годы.
Однако отнесение деятельности Ансоальда ко второй половине VII века противоречит единственному достоверному источнику, созданному при жизни этого епископа — актам Парижского собора 614 года. Среди подписавших этот документ персон был и епископ Страсбурга Ансоальд: «Ex civitate Stratoburgo Ansoaldus episcopus». Сведения составленных не ранее X века житий святых Арбогаста и Флорентия, а также «Мюнстерских анналов Святого Григория», многие современные историки считают ошибочными. В том числе, содержащиеся в этих источниках сведения противоречат артефактам, обнаруженным при раскопках в Страсбурге. На этих основаниях деятельность Ансоальда и его ближайших предшественников, скорее всего, должна датироваться второй половиной VI — началом VII века. Это подтверждают и данные большинства сохранившихся списков глав Страсбургской епархии, в которых Ансоальд назван восьмым епископом: его предшественником был Флорентий, а преемником — Биульф. В том числе, такая информация содержится в наиболее раннем списке, составленном в середине IX века при епископе Ратольде. По мнению Луи Дюшена, список, в котором Ансоальд указан двадцатым епископом, содержит значительные ошибки. Также малодостоверными являются и свидетельства о том, что Ансоальд был настоятелем Мюнстерского аббатства: вероятно, средневековые авторы ошибочно отождествили епископа Страсбурга или с умершим в 640-х годах основателем монастыря Освальдом, или с жившим в середине VIII века аббатом Агоальдом.
По некоторым данным, в средневековье Ансоальд почитался в Страсбурге как святой, а день его памяти отмечался 16 ноября. Однако каких-либо достоверных сведений о культе Ансоальда не сохранилось. Вероятно, данные о Ансоальде как о святом являются измышлениями писавшего в XVII веке Г. Буцелина, первого из авторов, упомянувшего о канонизации этого страсбургского епископа.